# لئو دلیب
کلِمان فیلیبِر لِئو دُلیب (به فرانسوی: Clément Philibert Léo Delibes)‏ (فرانسوی: [klemɑ̃ filibɛʁ leo dəlib])‏ (۲۱ فوریهٔ ۱۸۳۶ – ۱۶ ژانویهٔ ۱۸۹۱)، معروف به لئو دُلیب، آهنگ‌ساز دوران رمانتیک (۱۸۱۵–۱۹۱۰) اهل فرانسه بود. لئو دلیب در باله، اپرا، اُپِرِت، و دیگر آثار موسیقایی برای صحنه تخصص داشت.
دلیب از شاگردان آدلف آدام (۱۸۰۳–۱۸۵۶)، آهنگ‌ساز و منتقد موسیقی، بود.

## آثار
معروف‌ترین آثار او عبارتند از:
- بالهٔ کوپِلیا (Coppélia - ۱۸۷۰)
- بالهٔ سیلویا (۱۸۷۶ - Sylvia)
- اپرای لو روآ لا دی یا پادشاه گفت (۱۸۷۳ - Le roi l'a dit)
- اپرای لاکمه (۱۸۸۳ - Lakmé).

## جوایز
او برندهٔ جایزهٔ بزرگ رم شد.